# Tour de France de 2010
Tour de France 2010 foi a nonagésima sétima edição da Tour de France, a mais tradicional competição ciclística realizada na França. A prova teve início com um prólogo de 8 km dia 3 de julho, e terminou no Champs-Élysées em Paris no dia 25 de julho .
A largada foi na cidade de Roterdão, nos Países Baixos  seguidas de três etapas na Bélgica .
O vencedor da prova foi Alberto Contador, mas em 6 de fevereiro de 2012 o Tribunal Arbitral do Esporte (TAS) retirou-lhe o título por o considerar culpado de doping com clenbuterol, após um teste positivo no 2º dia de descanso da prova. O título ficou com Andy Schleck, com Denis Menchov e Samuel Sánchez nos dois lugares seguintes.

## Percurso

Mapa das etapas do Tour de France 2010.

O percurso foi de 3640 km, divididos em um prólogo e vinte etapas . Os 198 ciclistas percorreram três países, em 23 dias .
Características das etapas
- 1 prólogo
- 9 etapas com percurso plano,
- 6 etapas de montanha,
- 4 etapas acidentadas,
- 1 prova contra-relógio individual.

Peculiaridades da corrida
- 3 chegadas em montanha
- 2 dias de descanso,
- 51 quilômetros de prova contra-relógio individual.

As três primeiras etapas passaram pelos Países Baixos e Bélgica em rotas escolhidas para reproduzir algumas características dos clássicos da Primavera, incluindo sete setores de paralelepípedos, totalizando 13,2 Km, a maior distância de paralelepípedos no Tour desde 1983. Existem seis etapas de montanha, três delas terminando em subida, e no ano do 100º aniversário da sua primeira inclusão no turismo, a ênfase é sobre os Pirenéus, com duas subidas do Col du Tourmalet .

## Etapas
| Etapa   | Data     | Largada            | Chegada                    | Km                 | Tipo               | Tipo               | Vencedor             | Líder geral        |
| ------- | -------- | ------------------ | -------------------------- | ------------------ | ------------------ | ------------------ | -------------------- | ------------------ |
| Prólogo | 3 Julho  | Roterdam           | Roterdam                   | 8                  |                    | CR individual      | Fabian Cancellara    | Fabian Cancellara  |
| 1       | 4 Julho  | Roterdam           | Bruxelas                   | 224                |                    | Plano              | Alessandro Petacchi  | Fabian Cancellara  |
| 2       | 5 Julho  | Bruxelas           | Spa                        | 192                |                    | Terreno acidentado | Sylvain Chavanel     | Sylvain Chavanel   |
| 3       | 6 Julho  | Wanze              | Wallers - Porte du Hainaut | 207                |                    | Plano              | Thor Hushovd         | Fabian Cancellara  |
| 4       | 7 Julho  | Cambrai            | Reims                      | 150                |                    | Plano              | Alessandro Petacchi  | Fabian Cancellara  |
| 5       | 8 Julho  | Épernay            | Montargis                  | 185                |                    | Plano              | Mark Cavendish       | Fabian Cancellara  |
| 6       | 9 Julho  | Montargis          | Gueugnon                   | 225                |                    | Plano              | Mark Cavendish       | Fabian Cancellara  |
| 7       | 10 Julho | Tournus            | Les Rousses                | 161                |                    | Intermediário      | Sylvain Chavanel     | Sylvain Chavanel   |
| 8       | 11 Julho | Les Rousses        | Morzine - Avoriaz          | 189                |                    | Montanha           | Andy Schleck         | Cadel Evans        |
| -       | 12 Julho | Descanso (Avoriaz) | Descanso (Avoriaz)         | Descanso (Avoriaz) | Descanso (Avoriaz) | Descanso (Avoriaz) | Descanso (Avoriaz)   | Descanso (Avoriaz) |
| 9       | 13 Julho | Morzine - Avoriaz  | Saint-Jean-de-Maurienne    | 204                |                    | Montanha           | Sandy Casar          | Andy Schleck       |
| 10      | 14 Julho | Chambéry           | Gap                        | 179                |                    | Intermediário      | Sérgio Paulinho      | Andy Schleck       |
| 11      | 15 Julho | Sisteron           | Bourg-lès-Valence          | 180                |                    | Plano              | Mark Cavendish       | Andy Schleck       |
| 12      | 16 Julho | Bourg-de-Péage     | Mende                      | 210                |                    | Terreno acidentado | Joaquim Rodríguez    | Andy Schleck       |
| 13      | 17 Julho | Rodez              | Revel                      | 195                |                    | Plano              | Alexandre Vinokourov | Andy Schleck       |
| 14      | 18 Julho | Revel              | Ax-3 domaines              | 184                |                    | Montanha           | Christophe Riblon    | Andy Schleck       |
| 15      | 19 Julho | Pamiers            | Bagnères-de-Luchon         | 187                |                    | Montanha           | Thomas Voeckler      | Alberto Contador*  |
| 16      | 20 Julho | Bagnères-de-Luchon | Pau                        | 196                |                    | Montanha           | Pierrick Fédrigo     | Alberto Contador*  |
| -       | 21 Julho | Descanso (Pau)     | Descanso (Pau)             | Descanso (Pau)     | Descanso (Pau)     | Descanso (Pau)     | Descanso (Pau)       | Descanso (Pau)     |
| 17      | 22 Julho | Pau                | Col du Tourmalet           | 174                |                    | Montanha           | Andy Schleck         | Alberto Contador*  |
| 18      | 23 Julho | Salies-de-Béarn    | Bordeaux                   | 190                |                    | Plano              | Mark Cavendish       | Alberto Contador*  |
| 19      | 24 Julho | Bordeaux           | Pauillac                   | 51                 |                    | CR individual      | Fabian Cancellara    | Alberto Contador*  |
| 20      | 25 Julho | Longjumeau         | Paris Champs-Élysées       | 101                |                    | Plano              | Mark Cavendish       | Alberto Contador*  |

CR = Contra-relógio individual
- Alberto Contador vestiu a camisa amarela da 15ª etapa ao final, mas perdeu sua vitória quando o TAS o declarou culpado por doping. Durante estas etapas Andy Schleck foi o 2º na classificação geral.

## Evolução dos líderes
| Etapa (Vencedor)                 | Geral                          | Pontos              | Montanha         | Jovens         | equipas          | Combatividade        |
| -------------------------------- | ------------------------------ | ------------------- | ---------------- | -------------- | ---------------- | -------------------- |
| Prólogo (Fabian Cancellara)      | Fabian Cancellara              | Fabian Cancellara   | não atribuído    | Tony Martin    | Team RadioShack  | não atribuído        |
| 1ª etapa (Alessandro Petacchi)   | Fabian Cancellara              | Alessandro Petacchi | não atribuído    | Tony Martin    | Team RadioShack  | Maarten Wijnants     |
| 2ª etapa (Sylvain Chavanel)      | Sylvain Chavanel               | Sylvain Chavanel    | Jérôme Pineau    | Tony Martin    | Quick-Step       | Sylvain Chavanel     |
| 3ª etapa (Thor Hushovd)          | Fabian Cancellara              | Thor Hushovd        | Jérôme Pineau    | Geraint Thomas | Team Saxo Bank   | Ryder Hesjedal       |
| 4ª etapa (Alessandro Petacchi)   | Fabian Cancellara              | Thor Hushovd        | Jérôme Pineau    | Geraint Thomas | Team Saxo Bank   | Dimitri Champion     |
| 5ª etapa (Mark Cavendish)        | Fabian Cancellara              | Thor Hushovd        | Jérôme Pineau    | Geraint Thomas | Team Saxo Bank   | Iván Gutiérrez       |
| 6ª etapa (Mark Cavendish)        | Fabian Cancellara              | Thor Hushovd        | Jérôme Pineau    | Geraint Thomas | Team Saxo Bank   | Mathieu Perget       |
| 7ª etapa (Sylvain Chavanel)      | Sylvain Chavanel               | Thor Hushovd        | Jérôme Pineau    | Andy Schleck   | Astana           | Jérôme Pineau        |
| 8ª etapa (Andy Schleck)          | Cadel Evans                    | Thor Hushovd        | Jérôme Pineau    | Andy Schleck   | Rabobank         | Mario Aerts          |
| 9ª etapa (Sandy Casar)           | Andy Schleck                   | Thor Hushovd        | Anthony Charteau | Andy Schleck   | Caisse d'Épargne | Luis León Sánchez    |
| 10ª etapa (Sérgio Paulinho)      | Andy Schleck                   | Thor Hushovd        | Jérôme Pineau    | Andy Schleck   | Caisse d'Épargne | Mario Aerts          |
| 11ª etapa (Mark Cavendish)       | Andy Schleck                   | Alessandro Petacchi | Jérôme Pineau    | Andy Schleck   | Caisse d'Épargne | Stéphane Augé        |
| 12ª etapa (Joaquim Rodríguez)    | Andy Schleck                   | Thor Hushovd        | Anthony Charteau | Andy Schleck   | Team RadioShack  | Alexander Vinokourov |
| 13ª etapa (Alexander Vinokourov) | Andy Schleck                   | Alessandro Petacchi | Anthony Charteau | Andy Schleck   | Team RadioShack  | Juan Antonio Flecha  |
| 14ª etapa (Christophe Riblon)    | Andy Schleck                   | Alessandro Petacchi | Anthony Charteau | Andy Schleck   | Caisse d'Épargne | Christophe Riblon    |
| 15ª etapa (Thomas Voeckler)      | Alberto Contador*              | Alessandro Petacchi | Anthony Charteau | Andy Schleck   | Team RadioShack  | Thomas Voeckler      |
| 16ª etapa (Pierrick Fédrigo)     | Alberto Contador*              | Thor Hushovd        | Anthony Charteau | Andy Schleck   | Team RadioShack  | Carlos Barredo       |
| 17ª etapa (Andy Schleck)         | Alberto Contador*              | Thor Hushovd        | Anthony Charteau | Andy Schleck   | Team RadioShack  | Alexandr Kolobnev    |
| 18ª etapa (Mark Cavendish)       | Alberto Contador*              | Alessandro Petacchi | Anthony Charteau | Andy Schleck   | Team RadioShack  | Daniel Oss           |
| 19ª etapa (Fabian Cancellara)    | Alberto Contador*              | Alessandro Petacchi | Anthony Charteau | Andy Schleck   | Team RadioShack  | não atribuído        |
| 20ª etapa (Mark Cavendish)       | Alberto Contador*              | Alessandro Petacchi | Anthony Charteau | Andy Schleck   | Team RadioShack  | não atribuído        |
| Final                            | Alberto Contador Andy Schleck* | Alessandro Petacchi | Anthony Charteau | Andy Schleck   | Team RadioShack  | Sylvain Chavanel     |

- Alberto Contador vestiu a camisa amarela da 15ª etapa ao final, mas perdeu sua vitória quando o TAS o declarou culpado por doping. Durante estas etapas Andy Schleck foi o 2º na classificação geral.

### Detalhes das etapas
- Etapas do Tour de France 2010

## Classificações finais

### Classificação geral
|     | Ciclista                    | equipa             | Tempo       |
| --- | --------------------------- | ------------------ | ----------- |
| DSQ | Alberto Contador (ESP)      | Team Astana        | 91h 58' 48" |
| 1   | Andy Schleck (LUX)          | Team Saxo Bank     | 91h 59' 27" |
| DSQ | Denis Menchov (RUS)         | Rabobank           | +1' 22"     |
| 2   | Samuel Sánchez (ESP)        | Euskaltel-Euskadi  | + 3' 01"    |
| 3   | Jurgen Van den Broeck (BEL) | Omega Pharma-Lotto | + 6' 15"    |
| 4   | Robert Gesink (NED)         | Rabobank           | + 8' 52"    |
| 5   | Ryder Hesjedal (CAN)        | Garmin-Transitions | + 9' 36"    |
| 6   | Joaquim Rodríguez (ESP)     | Team Katusha       | + 10' 58"   |
| 7   | Roman Kreuziger (CZE)       | Liquigas-Doimo     | + 11' 15"   |
| 8   | Chris Horner (USA)          | Team RadioShack    | + 11' 23"   |
| 9   | Luis León Sánchez (ESP)     | Caisse d'Epargne   | + 13' 42"   |
| 10  | Rubén Plaza (ESP)           | Caisse d'Epargne   | + 13' 50"   |

|    | Ciclista                   | equipa                | Pontos |
| -- | -------------------------- | --------------------- | ------ |
| 1  | Alessandro Petacchi (ITA)  | Lampre-Farnese        | 243    |
| 2  | Mark Cavendish (GBR)       | Team HTC-Columbia     | 232    |
| 3  | Thor Hushovd (NOR)         | Cervélo Test Team     | 222    |
| 4  | José Joaquín Rojas (ESP)   | Caisse d'Epargne      | 179    |
| 5  | Robbie McEwen (AUS)        | Team Katusha          | 179    |
| 6  | Edvald Boasson Hagen (NOR) | Team Sky              | 161    |
| 7  | Sébastien Turgot (FRA)     | Bbox Bouygues Telecom | 135    |
| 8  | Gerald Ciolek (GER)        | Team Milram           | 126    |
| 9  | Jürgen Roelandts (BEL)     | Omega Pharma-Lotto    | 124    |
| 10 | Lloyd Mondory (FRA)        | Ag2r-La Mondiale      | 119    |

|    | Ciclista                   | equipa                | Pontos |
| -- | -------------------------- | --------------------- | ------ |
| 1  | Alessandro Petacchi (ITA)  | Lampre-Farnese        | 243    |
| 2  | Mark Cavendish (GBR)       | Team HTC-Columbia     | 232    |
| 3  | Thor Hushovd (NOR)         | Cervélo Test Team     | 222    |
| 4  | José Joaquín Rojas (ESP)   | Caisse d'Epargne      | 179    |
| 5  | Robbie McEwen (AUS)        | Team Katusha          | 179    |
| 6  | Edvald Boasson Hagen (NOR) | Team Sky              | 161    |
| 7  | Sébastien Turgot (FRA)     | Bbox Bouygues Telecom | 135    |
| 8  | Gerald Ciolek (GER)        | Team Milram           | 126    |
| 9  | Jürgen Roelandts (BEL)     | Omega Pharma-Lotto    | 124    |
| 10 | Lloyd Mondory (FRA)        | Ag2r-La Mondiale      | 119    |

|    | Ciclista                 | equipa                | Tempo        |
| -- | ------------------------ | --------------------- | ------------ |
| 1  | Andy Schleck (LUX)       | Team Saxo Bank        | 91h 59′ 27"  |
| 2  | Robert Gesink (NED)      | Rabobank              | + 8′ 52"     |
| 3  | Roman Kreuziger (CZE)    | Liquigas-Doimo        | + 11′ 15"    |
| 4  | Julien El Fares (FRA)    | Cofidis               | + 52′ 43"    |
| 5  | Cyril Gautier (FRA)      | Bbox Bouygues Telecom | + 1h 24′ 33" |
| 6  | Jakob Fuglsang (DEN)     | Team Saxo Bank        | + 1h 37′ 53" |
| 7  | Rafael Valls (ESP)       | Footon–Servetto–Fuji  | + 1h 41′ 48" |
| 8  | Pierre Rolland (FRA)     | Bbox Bouygues Telecom | + 1h 46′ 03" |
| 9  | Geraint Thomas (GBR)     | Team Sky              | + 1h 59′ 26" |
| 10 | José Joaquín Rojas (ESP) | Caisse d'Epargne      | + 2h 01′ 19" |

| Pos. | equipa                | Tempo        |
| ---- | --------------------- | ------------ |
| 1    | Team RadioShack       | 276h 02' 03" |
| 2    | Caisse d'Epargne      | + 9′ 15"     |
| 3    | Rabobank              | + 27′ 48"    |
| 4    | Ag2r-La Mondiale      | + 41′ 10"    |
| 5    | Quick Step            | + 51′ 01"    |
| 6    | Astana                | + 56′ 16"    |
| 7    | Quick Step            | + 1h 06′ 23" |
| 8    | Euskaltel-Euskadi     | + 1h 23′ 02" |
| 9    | Liquigas-Doimo        | + 1h 29′ 14" |
| 10   | Bbox Bouygues Telecom | + 1h 54′ 18″ |

## Equipas
| - Estados Unidos Garmin-Transitions Team HTC-Columbia Team RadioShack BMC Racing Team - França AG2R La Mondiale BBox Bouygues Telecom Cofidis La Française des Jeux - Itália Lampre-Farnese Liquigas-Doimo | - Alemanha Team Milram - Bélgica Quick-Step Omega Pharma-Lotto - Dinamarca Team Saxo Bank - Espanha Caisse d'Épargne Euskaltel-Euskadi Footon–Servetto–Fuji | - Cazaquistão Astana - Países Baixos Rabobank - Rússia Katusha - Suíça Cervélo TestTeam - Reino Unido Team Sky |